# Michael Garschall

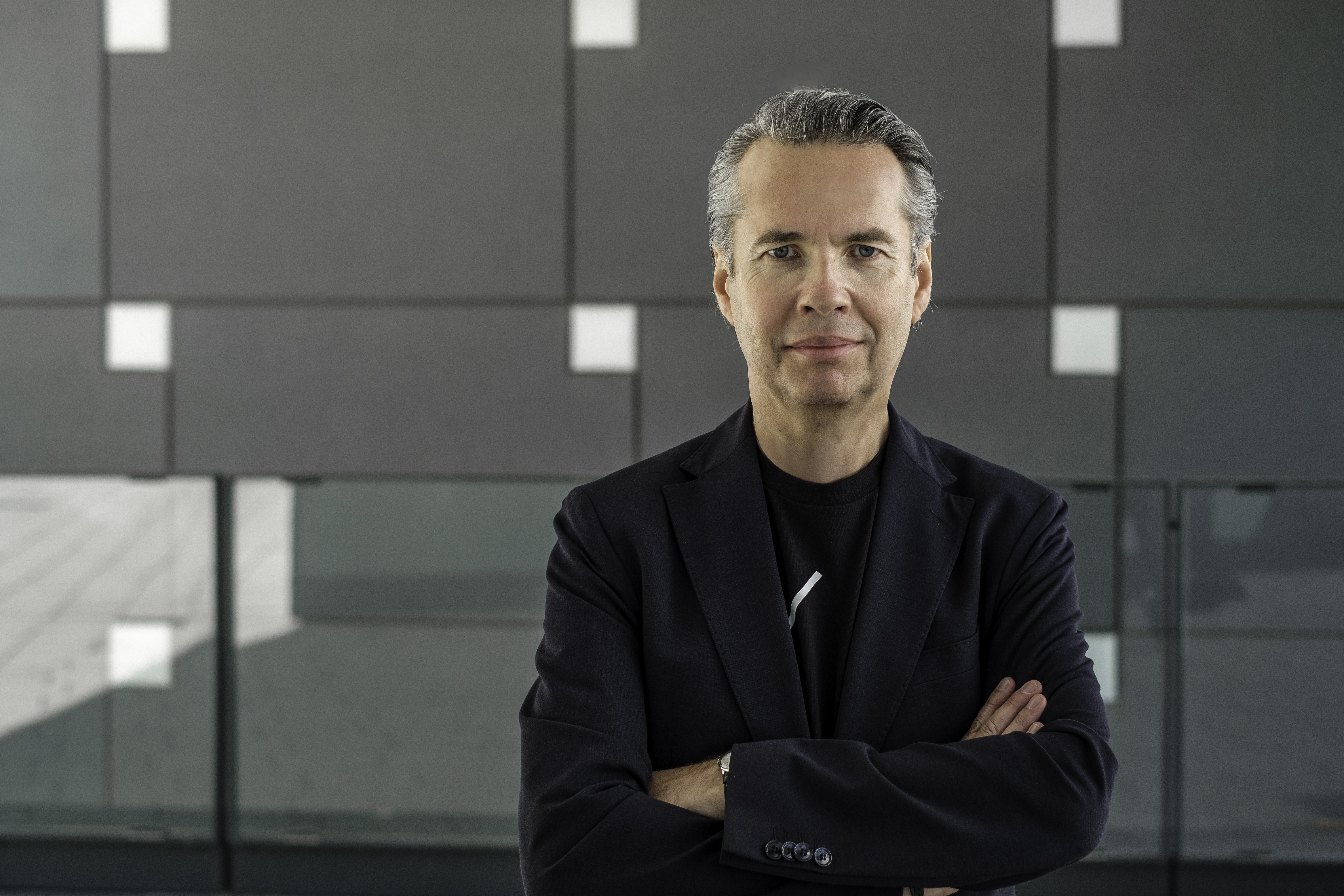
Michael Garschall (2024)

Michael Garschall (* 1967 in Amstetten, Niederösterreich) ist ein österreichischer Intendant, Kulturmanager und Regisseur.

## Werdegang
Aufgewachsen in Blindenmarkt studierte Garschall Theaterwissenschaft und Medienpädagogik an der Universität Wien und sammelte erste Erfahrungen bei Festspielen, unter anderem als Regieassistent von Elfriede Ott und Heinz Ehrenfreund. 1994 bis 1998 zeichnete er als Pressereferent der Anton Bruckner Privatuniversität in Linz für die Organisation von Veranstaltungen verantwortlich. 2001 bis 2004 war er bei Steinway in Austria in Wien im Bereich Marketing und Organisation tätig. Seit 1998 betreibt er eine Agentur für Kulturveranstaltungen.

## Herbsttage Blindenmarkt
Noch als Student gründete Michael Garschall 1990 in seiner Heimatgemeinde die Operettenfestspiele Herbsttage Blindenmarkt. Seit dessen Bestehen haben mehr als 300.000 Gäste dieses Mostviertler Festival besucht. Das langjährig verfolgte Projekt einer modernen Spielstätte für die Herbsttage Blindenmarkt konnte durch die 2016 erfolgte Eröffnung der Ybbsfeldhalle in die Tat umgesetzt werden. Erklärtes Ziel des Festivals ist die zeitgemäße Präsentation des Genres Operette. Dabei setzt Garschall wiederholt auf Operetten-Raritäten, deren Produktionen weit über die Grenzen Niederösterreichs hinweg große Resonanz erfahren. Kennzeichnend ist auch das gelungene Zusammentreffen von professionellen Künstlern und Amateuren aus der Region.
2007 initiierte Garschall gemeinsam mit der Unternehmerin Hilde Umdasch die Sozialinitiative helfen mit kunst, um Menschen mit besonderen Bedürfnissen jedes Jahr den Besuch einer Operettenvorstellung zu ermöglichen. 2019 rief er das kostenfreie Konzert für alle ins Leben, um neues Klassik-Publikum zu begeistern. Die Mini-Herbsttage Blindenmarkt sind ein weiteres Projekt zur musikalischen Frühförderung von Ein- bis Vierjährigen unter professioneller Begleitung, während das 2022 gegründete Studio allen „Theater-Hungrigen“ die Möglichkeit eröffnet, Bühnenluft zu schnuppern. Die Herbsttage Blindenmarkt feierten 2024 das 35-Jahr-Jubiläum mit zwei Eigenproduktionen – der Operette Maske in Blau und dem Familienmusical Frau Holle. Das 2022 inszenierte Kindermusical Emil und die Detektive wurde in Niederösterreich, Wien und Burgenland von mehr als 20.000 Besuchern gesehen. Auch das 2024 bei den Herbsttagen Blindenmarkt aufgeführte Musical Frau Holle, das anschließend im Akzent Theater gastierte, besuchten alleine in Wien mehr als 10.000 Gäste.

## Oper Klosterneuburg
Ab 1998 leitete Michael Garschall operklosterneuburg, die im Laufe der Jahre zum drittgrößten Open-Air-Opernfestival Österreichs aufgestiegen ist. Zahlreiche junge Sänger konnten nach dem Festival bemerkenswerte internationale Karrieren erlangen, darunter Daniela Fally, Patricia Nolz, Annely Peebo, Florian Boesch, Markus Werba, Pavol Breslik, Günther Groissböck, Arthur Espiritu, Anja Mittermüller ebenso Dirigenten wie Thomas Rösner und Andrés Orozco-Estrada. Neben populären Werken der Opernliteratur von Mozart über Donizetti bis Verdi stehen auch weniger bekannte Werke auf dem Spielplan, etwa Rossinis komische Oper Le Comte Ory. Für den Nachwuchs bietet das Festival eigens adaptierte Fassungen – die Oper für Kinder.
Intendant Garschall beendete seinen Vertrag beim Sommerfestival Oper Klosterneuburg nach 26 Jahren und mehr als 300 Vorstellungen. Die Abschiedsproduktion Don Carlo wurde 2024 wiederaufgenommen.
Im Oktober 2024 wurde Peter Edelmann als Nachfolger von Garschall als Intendant von Operklosterneuburg vorgestellt.

## Funktionen
Michael Garschall engagierte sich im Landes- und Bundesvorstand des Wirtschaftsforum der Führungskräfte und war in zahlreichen Funktionen im Theaterfest Niederösterreich tätig. Als Jurymitglied nimmt er an diversen Gesangswettbewerben teil (Nico-Dostal-Operettenwettbewerb, Konservatorium Wien Privatuniversität, Klassik Mania etc.) und wirkt in der Jury des Literaturwettbewerbes Forum Land sowie im Kulturbeirat des Amtes der Niederösterreichischen Landesregierung mit. Seit 2019 moderiert Garschall die Lebenswerk – Künstlergespräche auf Schloß Pöggstall mit illustren Gästen wie Emmy Werner, Hermann Beil oder Heinz Zuber. Michael Garschall übernahm 2024 eine Buchpatenschaft für die im Besitz der Österreichischen Nationalbibliothek befindliche Originalpartitur der Operette Das Spitzentuch der Königin (1880) von Johann Strauss Sohn.

## Inszenierungen
Garschall inszenierte unter anderem L´Elisir d´Amore von Gaetano Donizetti (operklosterneuburg), Il Barbiere di Siviglia von Giovanni Paisiello und La Contessina von Florian Leopold Gassmann (Festwochen Schärding), La Serva Padrona von Giovanni Battista Pergolesi (Schloss Hof), Orpheus in der Unterwelt von Jacques Offenbach und Die Fledermaus von Johann Strauss (Herbsttage Blindenmarkt).

## Auszeichnungen
- 1993: Bronzene Ehrennadel der Marktgemeinde Blindenmarkt
- 1994: Förderpreis des Landes Niederösterreich
- 1999: Goldene Ehrennadel der Marktgemeinde Blindenmarkt
- 2000: Auszeichnung des Niederösterreichischen Landesschulrates
- 2003/2006: Dank und Anerkennung des Niederösterreichischen Landesschulrates
- 2003: Anerkennungspreis des Landes Niederösterreich für Darstellende Kunst
- 2004: Ehrenring der Marktgemeinde Blindenmarkt
- 2007: Goldenes Stadtwappen der Stadtgemeinde Klosterneuburg
- 2015: Goldenes Ehrenzeichen für Verdienste um das Bundesland Niederösterreich
- 2017: Kulturpreis der Stadtgemeinde Klosterneuburg
- 2021: Goldenes Ehrenzeichen für Verdienste um die Republik Österreich[20]
- 2022: NÖN-Leopold, Kategorie Kultur

## Belege
1. ↑  https://www.dieniederoesterreicherin.at/events/190925_blindenmarkt-182909/
2. ↑  APA: Herbsttage Blindenmarkt zählten zum Jubiläum 15.745 Besucher. In: sn.at. 2. November 2019, abgerufen am 29. Februar 2024.
3. ↑  Didi Rath: Helfen mit Kunst. In: mostropolis.at. 11. Oktober 2024, abgerufen am 25. April 2025.
4. ↑  Birgit Schmatz: Herbsttage Blindenmarkt. Viel Einsatz, Herzblut und ungebremste Leidenschaft zur Operette. In: meinbezirk.at. Abgerufen am 26. April 2025.
5. ↑  Herbsttage Blindenmarkt - Programm, abgerufen am 15. März 2024.
6. ↑  Michaela Fleck: Herbsttage Blindenmarkt: Wo die Masken tanzen und die Tollheit regiert. In: noen.at. 9. Oktober 2023, abgerufen am 14. August 2024.
7. ↑  Akzent Theater: Akzent Theater: Frau Holle – Wetter ist, was du draus machst! Abgerufen am 20. Januar 2025.
8. ↑  Oper Klosterneuburg: Große Oper im Kaiserhof - Sommerfestival Oper Klosterneuburg auf YouTube, 13. Februar 2018, abgerufen am 25. Februar 2024 (Laufzeit: 29:33 min).
9. ↑  Ewald Baringer: 100 Prozent Auslastung. Top-Bilanz für Oper Klosterneuburg. In: noen.at. 31. Juli 2019, abgerufen am 14. August 2024.
10. ↑  Edwin Baumgartner: Opernkritik - Hoffmanns Triumph bei der Oper Klosterneuburg - Wiener Zeitung Online. In: tagblatt-wienerzeitung.at. 7. Juli 2019, abgerufen am 7. März 2024.
11. ↑  Zweiter Anlauf. Oper Klosterneuburg ist nun auf Schiene. In: noen.at. 23. Dezember 2020, abgerufen am 9. Juli 2024.
12. ↑  Musik für alle Generationen. Bassentdeckung bei der Oper Klosterneuburg. In: noen.at. 25. Juli 2023, abgerufen am 9. März 2024.
13. ↑  Birgit Schmatz: Michael Garschall verlässt operklosterneuburg. In: meinbezirk.at. 19. Februar 2024, abgerufen am 26. April 2025.
14. ↑  Florian Krenstetter: Jubiläumsproduktion mit Starglanz. In: noen.at. 8. Juli 2024, abgerufen am 8. Juli 2024.
15. ↑  Nach 26 Jahren: Intendant Garschall verlässt die „operklosterneuburg“. In: noen.at. 16. Februar 2024, abgerufen am 17. Februar 2024.
16. ↑  Michaela Fleck: Michael Garschall: „Ich geh' jetzt runter vom Gas“. In: noen.at. 16. Februar 2024, abgerufen am 17. Februar 2024.
17. ↑  Peter Edelmann wird neuer Intendant von Operklosterneuburg. In: DerStandard.at. 25. Oktober 2024, abgerufen am 25. Oktober 2024.
18. ↑  Ewald Baringer: Garschall unterstützt Restaurierung einer originalen Strauss-Partitur. In: noen.at. 24. Juni 2024, abgerufen am 8. Juli 2024.
19. ↑  Wolfgang Atzenhofer: Die Fledermaus zum Geburtstag. In: kurier.at. 28. September 2019, abgerufen am 11. Februar 2024.
20. ↑  Wolfgang Atzenhofer: Theaterintendant Michael Garschall von Republik mit Gold geadelt. In: Kurier.at. 30. Juli 2021, abgerufen am 30. Juli 2021.

| Personendaten    | Personendaten                                           |
| ---------------- | ------------------------------------------------------- |
| NAME             | Garschall, Michael                                      |
| KURZBESCHREIBUNG | österreichischer Intendant, Regisseur und Kulturmanager |
| GEBURTSDATUM     | 1967                                                    |
| GEBURTSORT       | Amstetten, Niederösterreich                             |